# ولادیمیر آرکادیف

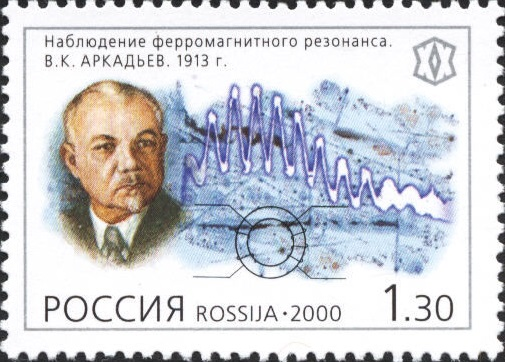
تمبر پستی ۲۰۰۰ روسیه به یاد آرکادیف

ولادیمیر کنستانتینوویچ آرکادیف (به روسی: Владимир Константинович Аркадьев؛ ۲۱ آوریل ۱۸۸۴–۱ دسامبر ۱۹۵۳) فیزیکدان روسی و شوروی بود که به مطالعه مغناطیس و پدیده‌های مرتبط با آن می‌پرداخت. او یکی از اولین کسانی بود که از اثر مایسنر برای معلق کردن آهنرباها به عنوان آزمایش ابررسانایی استفاده کرد.
آرکادیف در مسکو به دنیا آمد. در حالی که هنوز یک پسر جوان بود، پدرش درگذشت و مادرش در یک کتابخانه کار می‌کرد که منجر به علاقه اولیه به مطالعه شد. در دوران دبیرستان با نیکولای اوموف آشنا شد و به فیزیک علاقه‌مند شد. او در سال ۱۹۰۴ به دانشگاه ایالتی مسکو پیوست و فرومغناطیس را زیر نظر پیوتر لبدف زیر نظر گرفت. مطالعات آرکادیف به دلیل مشکلات سیاسی قطع شد و در سال ۱۹۱۱ در اعتراض به مدیریت لو کاسو استعفا داد. او در فرومغناطیس تخصص داشت و رزونانس فرومغناطیسی را در سال ۱۹۱۳ کشف کرد. پس از انقلاب اکتبر، او به دانشگاه مسکو بازگشت تا آزمایشگاهی را تأسیس کند که تا پایان عمر در آنجا کار کرد. او به همراه همسر و همکار محققش الکساندرا گلاگولووا-آرکادیوا روی طیف‌سنجی امواج الکترومغناطیسی در سال‌های ۲۴–۱۹۲۲ کار کرد. او در سال ۱۹۲۷ به عضویت دانشیار آکادمی علوم اتحاد جماهیر شوروی درآمد.